# Дебют Депре
Дебю́т Депре́ — шахматный дебют, начинающийся ходом: 1. h2-h4.
Относится к фланговым началам.
Дебют назван по имени французского шахматиста Марселя Депре (1890—1973). В дальнейшем данное начало использовал на практике венгерский мастер Габор Кадаш, отсюда альтернативное название — дебют Кадаша. В США дебют также известен под названием «атака Рейгана».

## Оценка дебюта
Теория относится к дебюту критично, так как ход 1. h2-h4 не способствует развитию белых фигур и борьбе за центр. Вдобавок несколько ослабляется позиция белого короля и поле g4. Зачастую данное начало применяется новичками с идеей скорейшего развития ладьи по вертикали h, захвата пространства на королевском фланге, и, при неточных ответах чёрных, ходе h6 с сдвоением пешек в случае взятия или ослабления чёрных полей на g7-g6. Замысел белых, однако, легко опровергается ходом 1. …d7-d5. Другое эффективное продолжение со стороны чёрных 1. …e7-e5.
По статистике, выбирая данное начало, белые выигрывают лишь 33,3 % партий, успех чёрных составляет 41,7 %, и 25 % встреч заканчиваются вничью.
Дебют Депре считается «неправильным» началом» и в серьёзных соревнованиях встречается редко. Иногда применяется для того, чтобы смутить и сбить противника с дебютной подготовки.
Ход h2-h4 может оказаться полезным при разносторонних рокировках в качестве пешечного штурма, хотя обычно используется позже.

## Примерная партия
- Веллинг — Хаф, Эйндховен, 1981 (блиц)[4]

1. h2-h4 e7-e5 2. Кb1-c3 Сf8-e7 3. e2-e4 Сe7:h4 4. Сf1-c4 Сh4-e7 5. Фd1-h5 g7-g6 6. Фh5:e5 Кg8-f6 7. Кc3-d5 0—0 8. Кd5:e7+ 1-0.